# Johannes Nicolai
Johannes Nicolai Löthensisfödd i Löts församling, död 1672 i Skedevi församling, Östergötlands län, var en svensk präst.

## Biografi
Johannes Nicolai föddes i Löts församling. Han var son till kyrkoherden Nicolaus Johannis i församlingen. Nicolai prästvigdes 16 december 1625 och blev 1632 kollega vid Norrköpings trivialskola. Han blev 1653 kyrkoherde i Skedevi församling. Nicolai avled 1672 i Skedevi församling.

### Familj
Nicolai gifte sig första gången 5 juli 1646 med Sara Ambjörnsdotter (död 1659). Hon var änka efter borgaren Nils Michaelsson (död 1646) i Norrköping. Nicolai gifte sig andra gången 19 juni 1653 med Karin Jonsdotter. Hon var dotter till kyrkoherden Jonas Svenonis i Skedevi församling. Karin Jonsdotter var änka efter kyrkoherden Benedictus Johannis i Skedevi församling. Nicolai och Jonsdotter fick tillsammans barnen Malin Johannesdotter som var gift med komministern O. Hornér i Säby församling och Sara Johannesdotter (1668–1688).